# 遙遠時空～八葉抄～
《遙遠時空〜八葉抄〜》為2004年10月5日到2005年3月29日於東京電視台系播送之動畫、以『遙遠時空』遊戲為舞台。
動畫以KOEI所販賣的女性向戀愛遊戲『遙遠時空』系列第1作為水野十子老師所繪製的漫畫為原作。漫畫連載是由水野十子於日本白泉社《LaLa》2000年2月號開始、途中移至《LaLaDX》2007年2月號到2010年1月號完結。共17卷。

## 故事內容
身處現代日本的女高中生元宮茜，被召喚至和平安時代的京都相似的異世界「京」，成為被龍神之力所寄宿的「龍神神子」，被告知希望能和為幫助神子的八位男性「八葉」一起守護京，並從鬼之一族手上取回守護京的四神。
從一開始的迷惑，到與「八葉」共同接受試煉，神子到底會如何成長呢？

## CAST
請參照遙遠時空所登場人物。
- 元宮茜（聲：川上倫子／台灣配音：陶敏嫻）
- 源賴久（聲：三木真一郎／台灣配音：李景唐）
- 森村天真（聲：關智一／台灣配音：阿祥）
- 伊乃里（聲：高橋直純／台灣配音：賀宇傑）
- 流山詩紋（聲：宮田幸季／台灣配音：馮美麗）
- 藤原鷹通（聲：中原茂／台灣配音：賀宇傑）
- 橘友雅（聲：井上和彥／台灣配音：梁興昌）
- 永泉（聲：保志總一朗／台灣配音：官志宏）
- 安倍泰明（聲：石田彰／台灣配音：刘又年）
- 藤姬（聲：大谷育江／台灣配音：馮美麗）
- 亞克拉姆（聲：置鮎龍太郎／台灣配音：官志宏）
- 伊庫泰達爾（聲：石井康嗣）
- 席琳（聲：川村万梨阿／台灣配音：馮美麗）
- 謝夫魯（聲：淺川悠／台灣配音：陶敏嫻）
- 森村蘭（聲：桑島法子／台灣配音：馮美麗）
- 帝（聲：井上倫宏）
- 小天狗（聲：嶋方淳子）
  - 天狗 （聲：谷山紀章）
- 鵼（聲：森川智之）
- 源實久（聲：堀内賢雄）
- 世里（聲：久川綾／台灣配音：陶敏嫻）

## 製作人員
- 原作 - KOEI
- 漫畫原作 - 水野十子（白泉社，月刊LaLa連載中）
- 監督 -
- 系列構成 - 岡崎純子
- 角色設計 - 大貫健一、小谷杏子
- 音樂 - 平野義久
- 動畫制作 -
- 監修 -

## 主題曲
片頭曲

作詞 - 尾崎雪繪／作曲 - a-bee／編曲 - a-bee、西村麻聰／歌 - 森村天真（關智一）、伊乃里（高橋直純）、流山詩紋（宮田幸季）
片尾曲

作詞 - 加奈弓、山口寬雄／作曲、編曲 - 山口寬雄／歌 - 謝夫魯（淺川悠）、蘭（桑島法子）
（第7話）
作詞 - 田久保真見／作曲、編曲 - 飯塚昌明／歌 - 源賴久（三木真一郎）
（第15話）
作詞 - 小泉宏孝／作曲、編曲 - 近藤尚如／歌 - 流山詩紋（宮田幸季）
（第20話）
作詞 - 田久保真見／作曲、編曲 - 飯塚昌明／歌 - 藤原鷹通（中原茂）
（第23話）
作詞 - 田久保真見／作曲 - 伊藤真澄／編曲 - 飯塚昌明／歌 - 安倍泰明（石田彰）
插入曲
（第16話）
作詞 - 田久保真見／作曲 - 影山浩宣／編曲 - 須藤賢一／歌 - 森村天真（關智一）
（第17話）
作詞 - 田久保真見／作曲 - 中村裕介／編曲 - 西込加久見／歌 - 橘友雅（井上和彥）
（第19話）
作詞 - 田久保真見／作曲 - 飯塚昌明／編曲 - 須藤賢一／歌 - 永泉（保志總一朗）
（第21話）
作詞 - 田久保真見／作曲、編曲 - 飯塚昌明／歌 - 伊乃里（高橋直純）
片頭曲（中文）
「跨時空愛情」
歌 - 阿祥、劉又年
片尾曲（中文）
「幻影云」
歌 - 阿祥、劉又年

## 各話標題
| 話數                  | 中文標題               | 日文標題                 | 脚本     | 分鏡              | 演出       | 作畫監督          |
| --------------------- | ---------------------- | ------------------------ | -------- | ----------------- | ---------- | ----------------- |
| 第一話                | 汝、神龍之神子         | 汝、龍神の神子           | 岡崎純子 | つなきあ 下田正美 | 片貝慎     | 加加美高浩        |
| 第二話                | 被鬼魅惑的京城         | 鬼に魅入られし京（もの） | 岡崎純子 | 小泉謙三          | 村山靖     | 島田英明          |
| 第三話                | 陰陽師                 | 陰陽師                   | 早坂律子 | 下田正美          | 下田正美   | 小谷杏子          |
| 第四話                | 鎮花祭                 | はなしずめ               | 早坂律子 | 原口浩            | 原口浩     | 中西麻実子        |
| 第五話                | 露宿                   | 露の宿り                 | 岡崎純子 | 三家本泰美        | 三家本泰美 | をがわいちろを    |
| 第六話                | 治部少丞與內殿的鬼     | 治部少丞と内裏の鬼       | 加藤陽一 | 片貝慎            | 片貝慎     | 石之博和 山口聰   |
| 第七話                | 鵺哭泣之夜             | 鵺の哭く夜               | 大和屋暁 | 下田正美          | 岩井隆央   | 小谷杏子          |
| 第八話                | 憎恨鬼的火焰           | 鬼憎みし焔（ほむら）     | 早坂律子 | 村山靖            | 村山靖     | 北沢典子 八木元喜 |
| 第九話                | 妖異曲調~八弦琴‧前編   | 妖しの調べ八絃琴 前編    | 加藤陽一 | 下田正美          | 原口浩     | 中西麻実子        |
| 第十話                | 散華的波紋~八弦琴‧後編 | 散華の波紋八絃琴 後編    | 大和屋暁 | 三家本泰美        | 三家本泰美 | 川口弘明          |
| 第十一話              | 被詛咒的神子           | 呪われた神子             | 岡崎純子 | 片貝慎            | 剛田隼人   | 夏目久仁彦        |
| 第十二話              | 鬼隱藏的黑暗           | 鬼ひそむ闇               | 早坂律子 | 小泉謙三          | 小泉謙三   | 若山佳治          |
| 第十三話              | 將心給解放             | 心、解き放て             | 岡崎純子 | 下田正美          | 岩井隆央   | 小谷杏子          |
| 第十四話              | 彩虹預告的未來         | 虹告げし未来             | 岡崎純子 | 下田正美          | 原口浩     | 中西麻実子        |
| 第十五話              | 跨越憎恨的心           | 憎しみを越える心         | 加藤陽一 | 越智浩仁          | 越智浩仁   | 川口浩明          |
| 第十六話              | 贖罪之日               | 贖罪の日                 | 大和屋暁 | 吉川浩司          | 吉川浩司   | 浜津武広          |
| 第十七話              | 夾竹桃之女             | 夾竹桃の女（ひと）       | 早坂律子 | 山田浩之          | 栗山美秀   | 夏目久仁彦        |
| 第十八話              | 四位侍從和茜姬         | 四位の侍従と茜姫         | 早坂律子 | 片貝慎            | 片貝慎     | 小谷杏子          |
| 第十九話              | 停止不了的想念         | 止められぬ想い           | 岡崎純子 | 下田正美          | 原口浩     | 中西麻実子        |
| 第二十話              | 妳所給予的光明         | 貴方に授かりし光         | 加藤陽一 | 越智浩仁          | 越智浩仁   | 川口浩明          |
| 第二十一話            | 鬼與人                 | 鬼と人                   | 大和屋暁 | 片貝慎            | 片貝慎     | 手島典子          |
| 第二十二話            | 鬼出來時               | 鬼出づる時               | 岡崎純子 | 山田浩之          | 栗山美秀   | 夏目久仁彦        |
| 第二十三話            | 黎明                   | かわたれ                 | 早坂律子 | 吉川浩司          | 栗山美秀   | 佐藤寿子          |
| 第二十四話            | 被釋放的四神           | 放たれた四神             | 岡崎純子 | 原口浩            | 原口浩     | 中西麻実子        |
| 第二十五話            | 雲雨的告別             | 天雲の別れ               | 岡崎純子 | 山田浩之          | 片貝慎     | 小谷杏子          |
| 第二十六話 （最終回） | 遙遠時空、到你的身邊…  | 遙か、君のもとへ…        | 岡崎純子 | 下田正美          | 岩井隆央   | つなきあき        |

## 放送
| 臺灣 MY 101綜合台 星期三 21:00-22:00 節目 | 臺灣 MY 101綜合台 星期三 21:00-22:00 節目 | 臺灣 MY 101綜合台 星期三 21:00-22:00 節目 |
| ----------------------------------------- | ----------------------------------------- | ----------------------------------------- |
|                                           | 遙遠時空 八葉抄 （2012年11月13日-）       |                                           |
| SKIP BEAT！華麗的挑戰                     | 翠星上的加爾岡緹亞                        |                                           |

## 外部連結
- 遙遠時空〜八葉抄〜動畫官网（日語）